# قراط
قراط  قرية سوريّة تتبع إداريّاً لمحافظة حلب منطقة عين العرب ناحية صرين، بلغ تعداد سكانها 631 نسمة حسب التعداد السكاني لعام 2004.